# یانیک تروسدیل
یانیک تروسدیل (انگلیسی: Yanic Truesdale؛ زادهٔ ۱۷ مارس ۱۹۷۰) یک هنرپیشه اهل کانادا است. وی از سال ۱۹۹۱ میلادی تاکنون مشغول فعالیت بوده‌است.
از فیلم‌ها یا برنامه‌های تلویزیونی که وی در آن نقش داشته است می‌توان به دختران گیلمور اشاره کرد.